# Бордонаба, Камила
Камила Бордонаба Рольдан (исп. Camila Bordonaba Roldán; род. 4 сентября 1984, Паломар, Буэнос-Айрес) — аргентинская актриса, певица, автор песен, танцовщица, музыкант, театральный режиссёр и модель. Известна, прежде всего, главными ролями в популярных молодёжных теленовеллах «Детвора» (1996—2001) и «Мятежный дух» (2002—2003). Вместе с другими главными героями последнего сериала была участницей поп-группы Erreway.

## Биография
Камила родилась 4 сентября 1984 года в Аргентине, в городе Ломад-дель-Мирандо в семье владельцев супермаркетов Хуана Карлоса Бордонаба и Норы Рольдан. Там она прожила до 17 вместе со своей семьёй, после чего они переехали в Caballito, где Камила и по сей день живёт вместе со своими родителями. У неё есть брат Родриго и сестра. В детстве она ходила на плавание и гимнастику, после чего, не желая отставать от своей сестры, пошла петь в программу «Cantanio», но после двух лет решила покинуть по собственному желанию. В 11 лет Камила захотела изучать театр, и её мама согласилась. Там она полностью окунулась в атмосферу театра и кастингов. Проходив целый год по кастингам и получая постоянно отказы, она решила пойти на кастинг в последний раз и не прогадала. Кастинг был для сериала «Детвора». В 12 лет благодаря этому сериалу она попала в мир телевидения. После этого в 17 лет ей предложили роль, которая принесла Камиле ошеломляющую известность, — это была роль Мариссы в «Мятежном духе». После ещё большую популярность принесла ей сцена: вместе с коллегами по сериалу «Мятежный дух» Луисана Лопилато, Фелипе Коломбо и Бенхамин Рохас они создали группу под названием «Erreway», что означает «Мятежный дух». Но теперь группа не существует, так как каждый пошёл по своему пути и у каждого своя карьера. Но к счастью ребята все остались в дружеских отношениях, Камила чаще всего общается с Фелипе Коломбо. Также Камила снялась в сериалах, таких как «Флорисьента», «Хозяин тропинки», «Гладиаторы Помпеи» — два последних не увенчались успехом: «Хозяин тропинки», серии которого были сокращены, и «Гладиатор Помпеи», который вообще сняли с эфира.

## Карьера в шоу-бизнесе
Камила Бордонаба не имела никакого предыдущего опыта, когда она пришла в 1996 году на кастинг в теленовеллу «Детвора», рассчитанную на подростков. Она играла главную роль.
Сериал «Детвора» достиг большой международной популярности и имел фанатов в Израиле, где получил большую поддержку и их даже пригласили посетить страну. Но по-настоящему популярной она стала благодаря сериалу «Мятежный дух» в 2002 году.
Бордонаба перестала сниматься в «Детворе» в седьмом сезоне, когда сериал было решено закрыть. К тому времени она стала идолом для любого подростка. В одном из интервью она призналась, что мечтает прыгнуть с парашютом и отправится в путешествие по Египту. Когда её спросили о Боге, она просто ответила: «Я уверена, что там кто-то есть».
Бордонаба играла Мариссу Спирито в международном сериале «Мятежный дух». Её международная популярность достигла небывалых вершин, благодаря показу во многих латиноамериканских странах, Израиле, России, Казахстане, Украине и других.
В 2004 году Бордонаба играла «Мятежника» в фильме «Четыре дороги» (в России вышел с одноголосным переводом, о котором мало кто знает).
В 2005 году сыграла «Сиси» в исп. El Patron de la Vereda. Её первая звёздная роль, которая провалилась.
В 2007 году она получила роль в исп. Son de Fierro, который один из наиболее рейтинговых телесериалов в Аргентине. С ней играют Фелипе Коломбо (исп. Felipe Colombo) и другие звёзды «Мятежного духа»
В 2007 году Бордонаба начала строить свою собственную художественную школу для детей, которые не могут оплачивать занятия в профессиональных школах. Школа была названа Arcoyrá, Камила сама помогала расписывать стены здания. Также помог Фелипе Коломбо, дав деньги на строительные материалы. Многие фанаты и люди хотели помочь, но она сказала, что им в основном нужны книги об искусстве и фильмах. Школа была открыта в 2008 году.
В 2010 году Камила Бордонаба и Фелипе Коломбо создали группу La Miss Tijuana со своим другом Вилли Лоренцо. В своих профилях на MySpace и Facebook группа разместила песни «Sólo Me Salva Amar», «Vuelvo», «Deja que llueva» и «3 iguanas».

## Фильмография
| Год       | Русское название                 | Оригинальное название      | Роль                        |
| --------- | -------------------------------- | -------------------------- | --------------------------- |
| 1995-2001 | Детвора (телесериал)             | Chiquititas                | Пато                        |
| 2001      | Детвора: история (сериал)        | Chiquititas, la historia   | Камила Бустихо              |
| 2001      | Детвора: Уголок света            | Chiquititas: Rincón de luz | Камила Бустихо              |
| 2002—2003 | Мятежный дух (сериал)            | Rebelde Way                | Марисса Пиа Спирито/Андраде |
| 2004—2005 | Флорисьента (сериал)             | Floricienta                | Палома/Хульета              |
| 2004      | Четыре дороги (фильм)            | Erreway: 4 caminos         | Марисса Андраде             |
| 2005      | Игра в любовь (сериал)           | El patrón de la vereda     | Сиси                        |
| 2005      | Лаки. Не время для любви (фильм) | Lucky: No Time for Love    | девушка                     |
| 2005      | Кто здесь босс? (сериал)         | ¿Quién es el Jefe?         | Хуэса Инвитада              |
| 2006      | Гладиаторы Помпеи (сериал)       | Gladiadores de Pompeya     | Виолетта                    |
| 2007      | Семейство Фьеро (сериал)         | Son de Fierro              | Карина Андуреги             |
| 2008      | Atracción x4 (сериал)            | Atracción x4               | Малена Лакахе               |
| 2011      | Полумрак (фильм)                 | Penumbra                   | Виктория                    |